# 湯沢駅

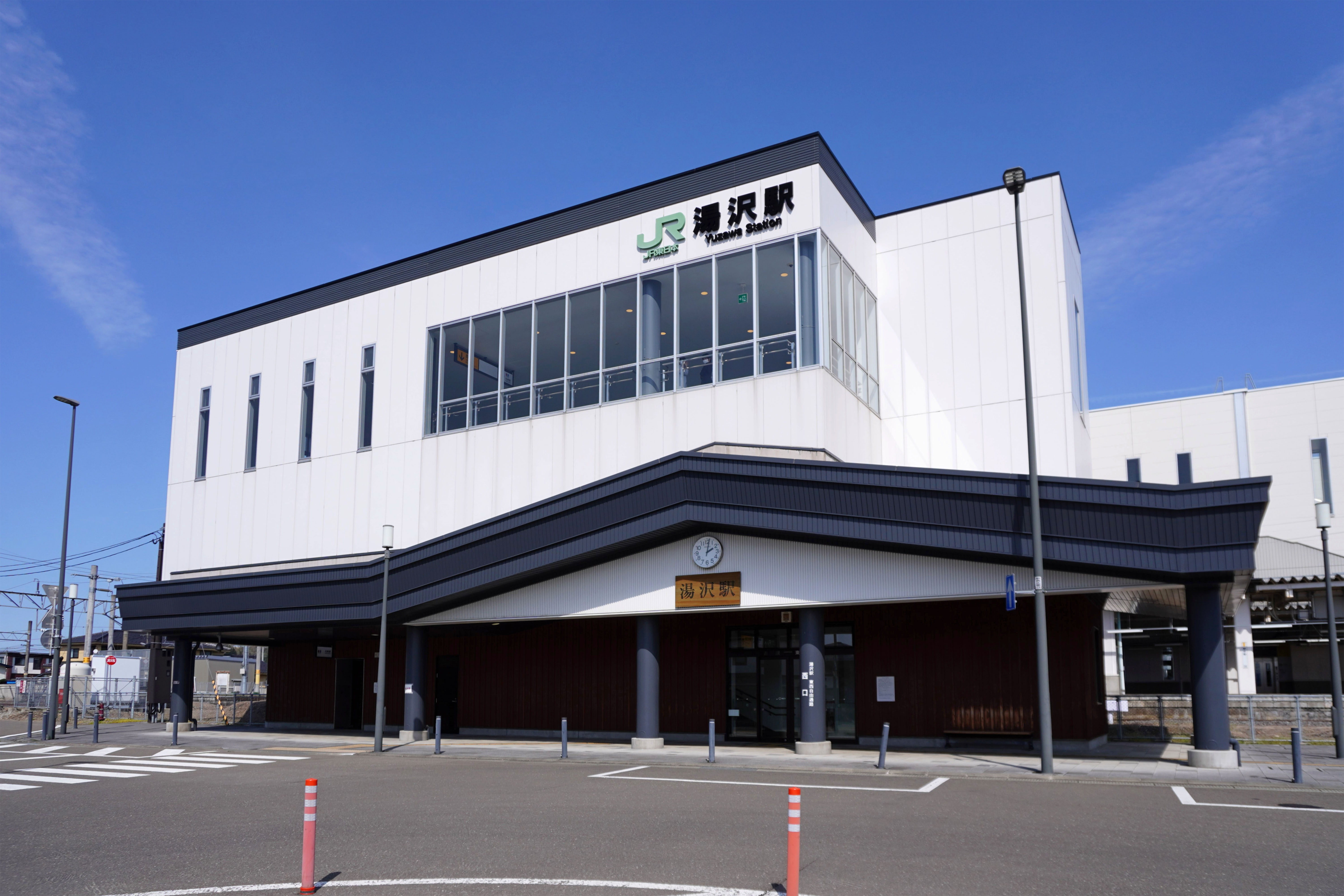
西口（2024年4月）

湯沢駅（ゆざわえき）は、秋田県湯沢市表町にある、東日本旅客鉄道（JR東日本）奥羽本線の駅である。

## 歴史
当駅は1905年（明治38年）7月5日に国鉄奥羽南線が院内駅から当駅まで延伸したのに伴い開業する。開業当初は福島駅からの奥羽南線の終着駅であったが、その2か月ほど後の1905年（明治38年）9月14日には当駅から横手駅までが開業し奥羽本線が全通、奥羽南線の駅から奥羽本線の駅となる。
1928年（昭和3年）8月10日には雄勝鉄道が当駅から西馬音内駅まで開業し分岐駅となったが、1973年（昭和48年）4月1日に廃止となった。

### 年表
- 1905年（明治38年）
  - 7月5日：官設鉄道（のちの国鉄）奥羽南線の院内駅から当駅までの延伸に伴い、雄勝郡湯沢町に開業[2]。
  - 9月14日：当駅 - 横手駅間開通により、福島駅 - 青森駅間が全通[6]。
- 1928年（昭和3年）8月10日：雄勝鉄道[注 1]が当駅から西馬音内駅まで開業し、接続駅となる。
- 1936年（昭和11年）
  - 3月26日：新駅舎の使用を開始[新聞 1]。
  - 6月9日：駅舎落成式を挙行[新聞 2]。
- 1947年（昭和22年）8月14日：昭和天皇の戦後巡幸があり、お召し列車が秋田駅と湯沢駅間を往復運転[7]。
- 1944年（昭和27年）5月1日：雄勝鉄道が羽後鉄道へ社名変更。
- 1955年（昭和30年）12月20日：貨物荒荷置場および跨線橋改築の完成式を挙行[新聞 3]。
- 1973年（昭和48年）4月1日：羽後交通雄勝線が廃止。
- 1984年（昭和59年）2月1日：貨物の取り扱いを廃止[8]。
- 1986年（昭和61年）
  - 11月1日：荷物の扱いを廃止[8]。
  - 12月20日：直営ハンバーガーショップ「パナデリア・アッキー」が開店[新聞 4]。
- 1987年（昭和62年）4月1日：国鉄分割民営化により、JR東日本の駅となる[8]。
- 2004年（平成16年）4月1日：当直勤務が廃止され、早朝夜間駅員不在となる。
- 2006年（平成18年）
  - 3月24日：みどりの窓口が廃止され[新聞 5]、もしもし券売機Kaeruくんが稼働開始（「みどりの窓口」の名称とスペースは存続）[新聞 6]。
  - 11月30日：JR直営の居酒屋「あがしこ」が閉店。
- 2009年（平成21年）
  - 9月30日：JR直営のハンバーガーショップ「パナデリア・アッキー」が閉店[新聞 7]。
  - 10月ごろ：2・3番線ホームの待合室の建て替えが完了。
- 2012年（平成24年）2月22日：もしもし券売機Kaeruくんに代わり、指定席券売機を設置[報道 1]。
- 2014年（平成26年）
  - 7月25日：旧駅舎および指定席券売機の営業を終了。
  - 7月26日：東西自由通路・橋上駅舎化工事に伴う仮駅舎の使用を開始[報道 2]。みどりの窓口の営業を再開。
  - 8月1日：旧駅舎が解体され、東西自由通路・橋上駅舎化の工事に着手[報道 3]。
- 2015年（平成27年）
  - 10月31日：東西自由通路・橋上駅舎の一部使用を開始[報道 4]。
  - 11月28日：東西自由通路・橋上駅舎の全面使用を開始[報道 5][新聞 8]。
- 2021年（令和3年）4月1日：業務委託化[3]。
- 2022年（令和4年）
  - 2月28日：みどりの窓口の営業を終了[4]。
  - 3月1日：話せる指定席券売機を導入[4][5]。
- 2024年（令和6年）10月1日：えきねっとQチケのサービスを開始[1][報道 6]。
- 2025年（令和7年）1月21日：犬っこまつりのデザインがあしらわれた駅名標に変更[9]。

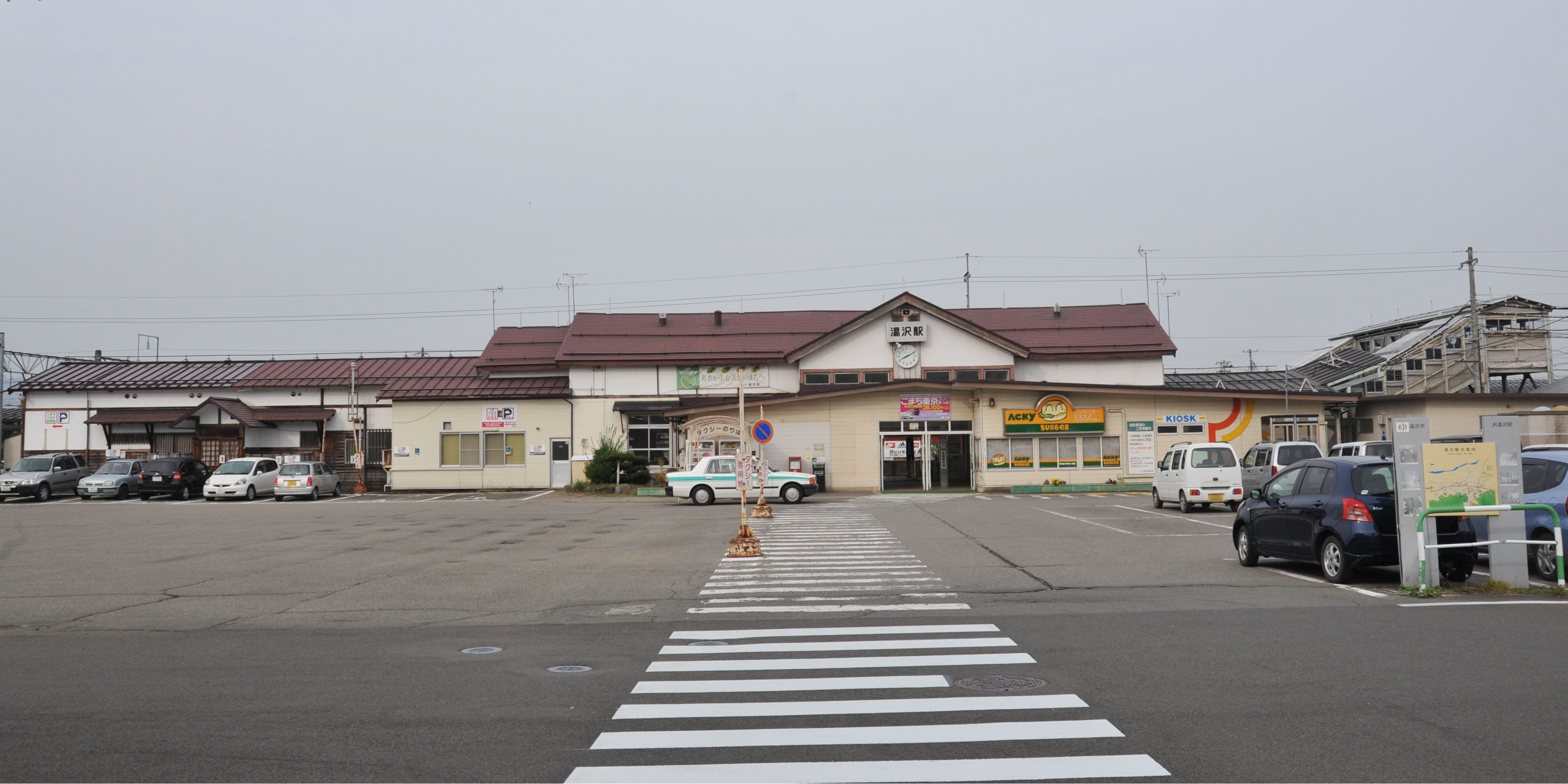
旧駅舎（2009年10月）

## 駅構造
単式ホーム1面1線と島式ホーム1面2線、計2面3線のホームを有する地上駅で、橋上駅舎を持つ。今はない4番線に羽後交通雄勝線が入っていた。
JR東日本東北総合サービスが駅業務を受託している横手駅管理の業務委託駅である。冬季は除雪要員として終日社員が配置されている。自動券売機と話せる指定席券売機が設置されている。
待合室内には売店「NewDays KIOSK」がある。同業態としては東北地方2店舗目の出店で、Suicaの利用が可能である。また、仙台・東京方面（大曲経由・新庄経由いずれも可）への往復のJRきっぷを購入した乗客が無料で利用できる「こまち駐車場」がある。
駅舎改築に合わせて駅前広場の再整備が行われ、旧駅舎があった東口にはタクシー乗降場などを備えたロータリーと一般車用駐車場が、新設された西口にも普通車乗降可能な小規模ロータリーが整備された。

### のりば
| 番線 | 路線      | 方向 | 行先           |
| ---- | --------- | ---- | -------------- |
| 1    | ■奥羽本線 | 上り | 新庄・山形方面 |
| 2・3 | ■奥羽本線 | 下り | 大曲・秋田方面 |

- 3番線は上下共用の待避線であり、両方向の発着に対応している。定期列車としては当駅始発などの大曲・秋田方面行き列車が使用する。

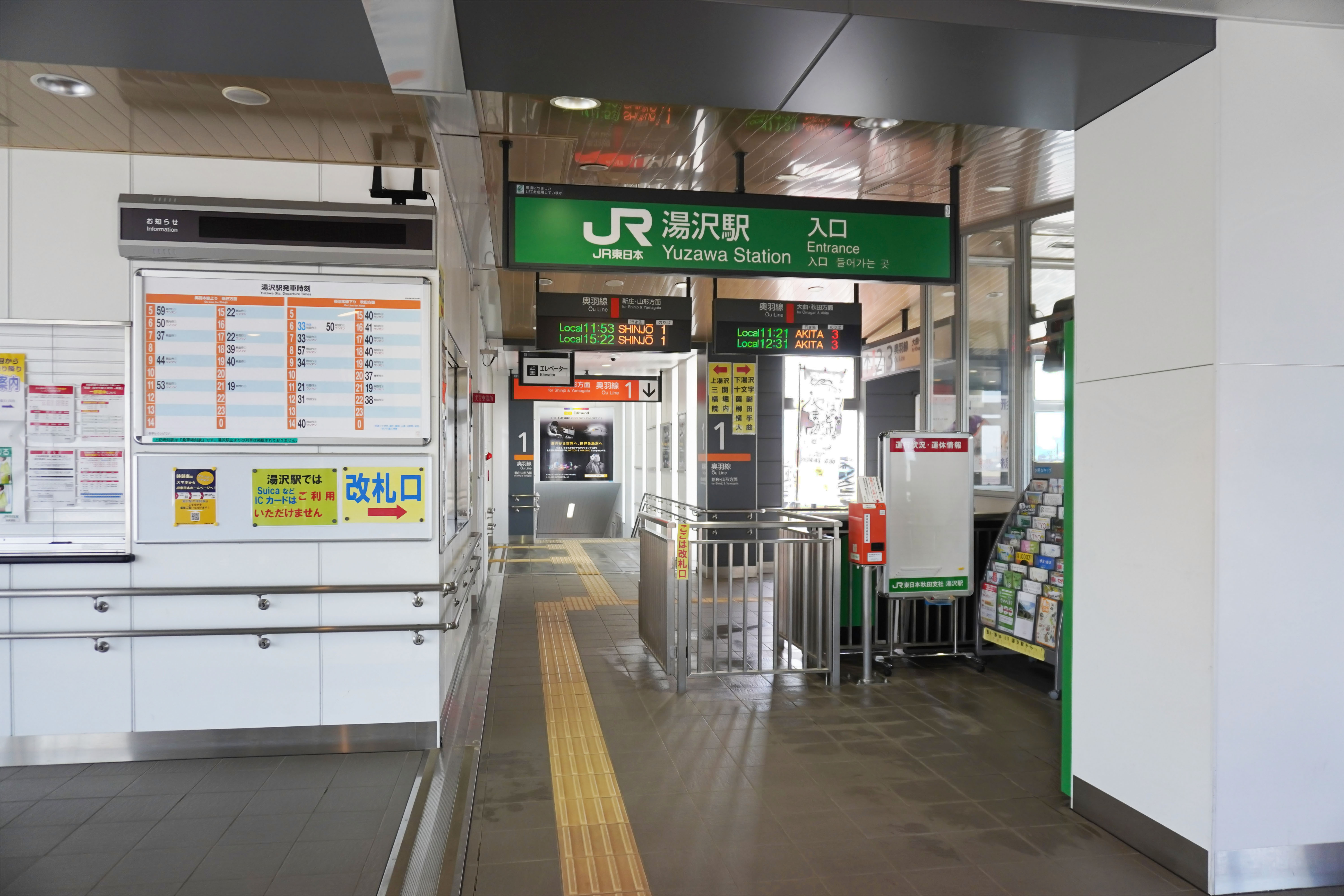
改札口（2024年4月）
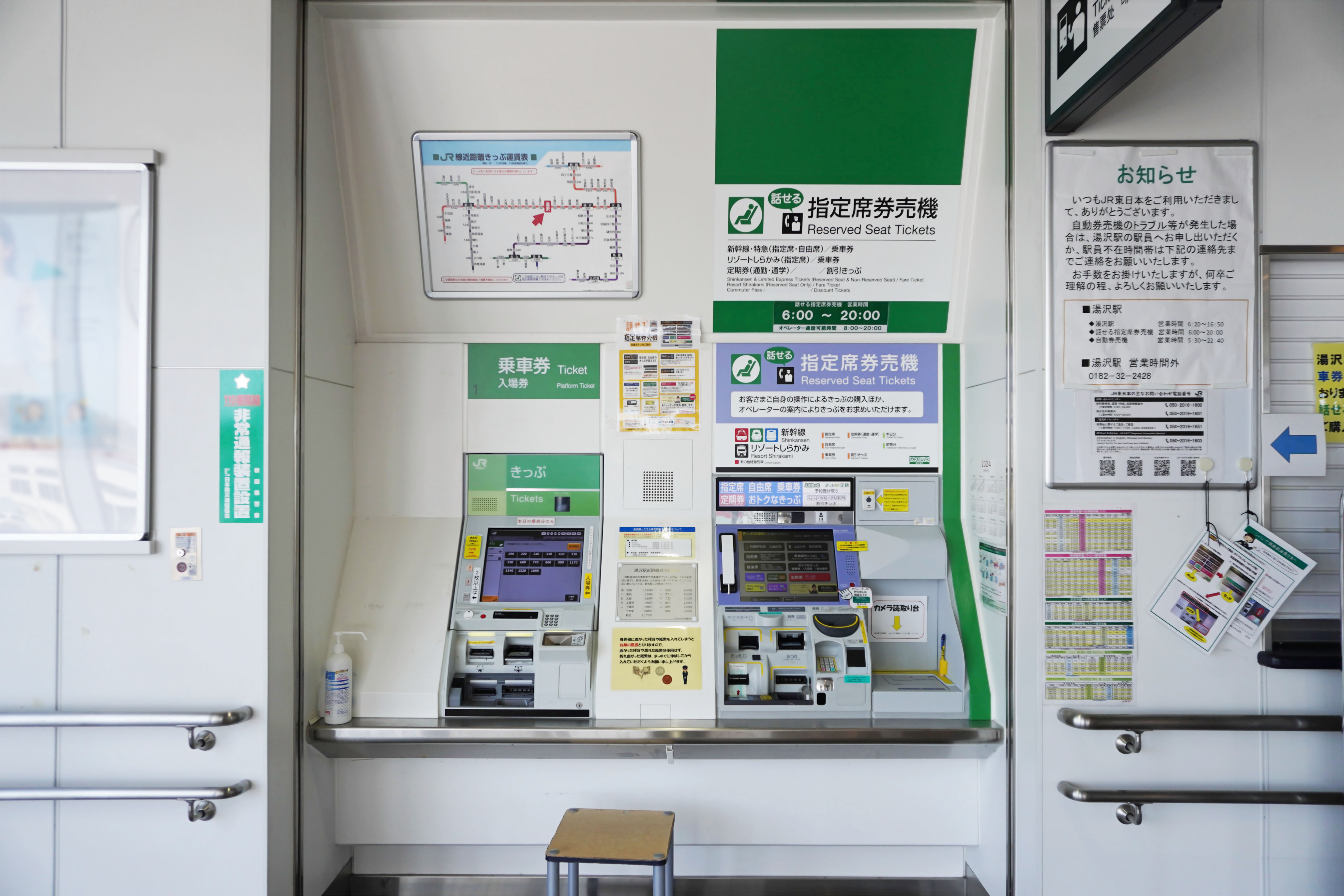
自動券売機（2024年4月）
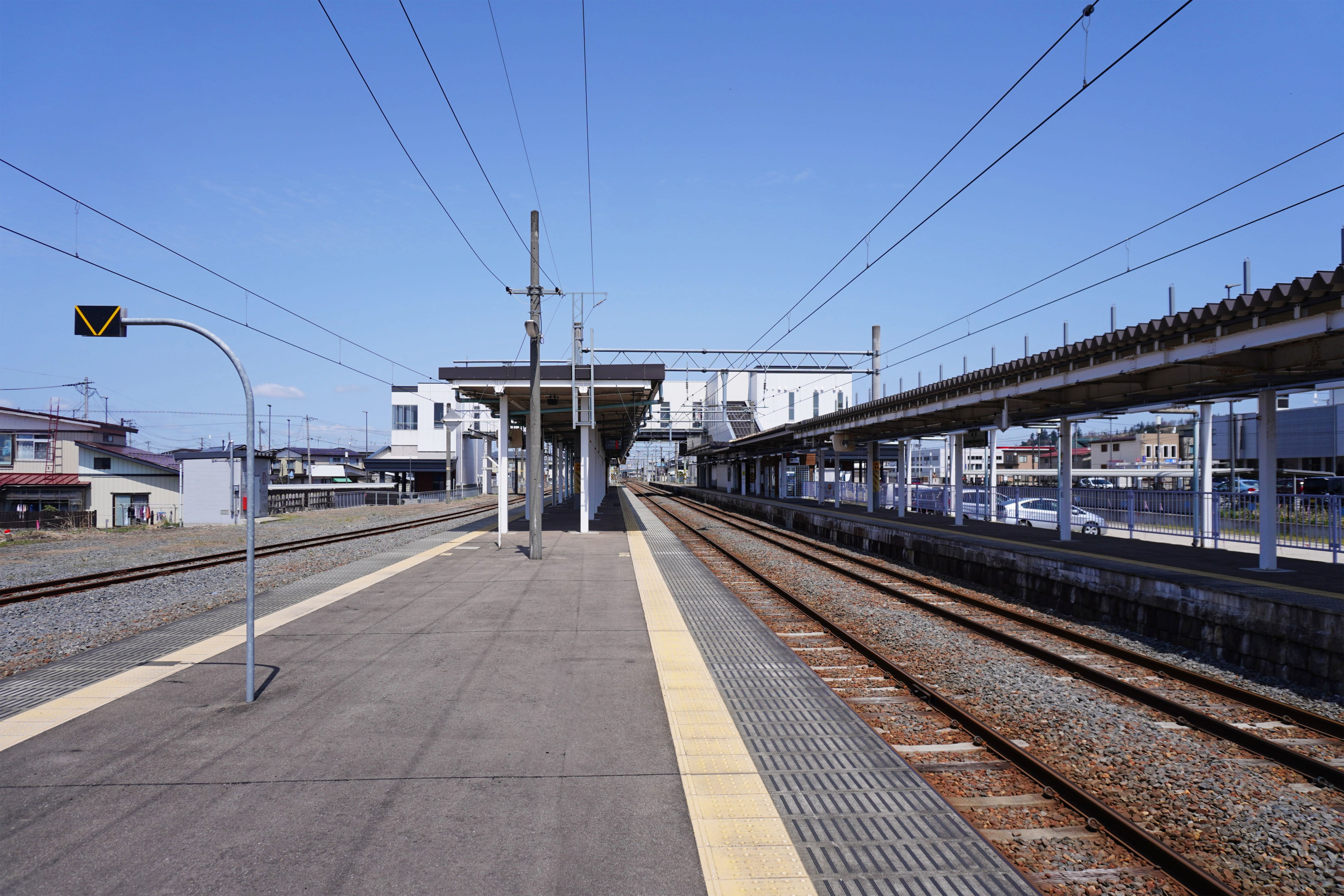
ホーム（2024年4月）

## 利用状況
JR東日本によると、2023年度（令和5年度）の1日平均乗車人員は534人である。
2000年度（平成12年度）以降の推移は以下のとおりである。
| 1日平均乗車人員推移 | 1日平均乗車人員推移 | 1日平均乗車人員推移 | 1日平均乗車人員推移 | 1日平均乗車人員推移 |
| 年度                | 定期外              | 定期                | 合計                | 出典                |
| ------------------- | ------------------- | ------------------- | ------------------- | ------------------- |
| 2000年（平成12年）  |                     |                     | 1,077               | [ 利用客数 2 ]      |
| 2001年（平成13年）  |                     |                     | 1,068               | [ 利用客数 3 ]      |
| 2002年（平成14年）  |                     |                     | 1,000               | [ 利用客数 4 ]      |
| 2003年（平成15年）  |                     |                     | 960                 | [ 利用客数 5 ]      |
| 2004年（平成16年）  |                     |                     | 855                 | [ 利用客数 6 ]      |
| 2005年（平成17年）  |                     |                     | 821                 | [ 利用客数 7 ]      |
| 2006年（平成18年）  |                     |                     | 790                 | [ 利用客数 8 ]      |
| 2007年（平成19年）  |                     |                     | 783                 | [ 利用客数 9 ]      |
| 2008年（平成20年）  |                     |                     | 761                 | [ 利用客数 10 ]     |
| 2009年（平成21年）  |                     |                     | 716                 | [ 利用客数 11 ]     |
| 2010年（平成22年）  |                     |                     | 689                 | [ 利用客数 12 ]     |
| 2011年（平成23年）  |                     |                     | 685                 | [ 利用客数 13 ]     |
| 2012年（平成24年）  | 247                 | 446                 | 693                 | [ 利用客数 14 ]     |
| 2013年（平成25年）  | 254                 | 482                 | 736                 | [ 利用客数 15 ]     |
| 2014年（平成26年）  | 251                 | 454                 | 705                 | [ 利用客数 16 ]     |
| 2015年（平成27年）  | 249                 | 455                 | 705                 | [ 利用客数 17 ]     |
| 2016年（平成28年）  | 235                 | 439                 | 675                 | [ 利用客数 18 ]     |
| 2017年（平成29年）  | 225                 | 426                 | 652                 | [ 利用客数 19 ]     |
| 2018年（平成30年）  | 229                 | 401                 | 631                 | [ 利用客数 20 ]     |
| 2019年（令和元年）  | 217                 | 384                 | 602                 | [ 利用客数 21 ]     |
| 2020年（令和02年）  | 106                 | 347                 | 454                 | [ 利用客数 22 ]     |
| 2021年（令和03年）  | 114                 | 357                 | 471                 | [ 利用客数 23 ]     |
| 2022年（令和04年）  | 153                 | 365                 | 519                 | [ 利用客数 24 ]     |
| 2023年（令和05年）  | 183                 | 351                 | 534                 | [ 利用客数 1 ]      |

## 駅周辺
かつては湯沢・雄勝エリアの商業の中心地であったが、現在の駅周辺は著しく衰退している。サンロード・柳町（かつては大丈があった）などの商店街はシャッター通りと化し、駅前の繁栄の象徴のひとつだった、ユザワプラザのジャスコは2005年（平成17年）2月に閉店した。現在は大仙市に本店を置く「有限会社中央市場」が運営するスーパー、ビフレが営業している。
現在の商業施設の中心が国道398号沿い（湯沢インターチェンジ周辺）、新たにできたイオンSCなどの郊外店に代わられている中、今も国道13号沿いではいくつかの商業店舗が営業を続けている。
また、湯沢市では2020年度（令和2年度）- 2030年度（令和12年度）にかけて、湯沢市が管理する公共施設の移転集約をした上で、複合施設を整備する計画が考案されている。
なお、市役所や公園などの公共施設も徒歩10 - 15分ほどの所にある。
- 秋田県道185号湯沢停車場線
- 国道13号
- 湯沢郵便局
- ユザワプラザ
- 秋田県湯沢警察署
- エフエムゆーとぴあ（コミュニティ放送局、サンロード商店街内）
- 湯沢市役所
- 中央公園
- 湯沢城址
- 秋田銀行湯沢支店
- 北都銀行湯沢支店・湯沢市役所出張所
- 羽後信用金庫湯沢支店

## バス路線
羽後交通がほとんどの路線を運行。「湯沢駅前」と「湯沢駅前角」（国道13号沿い）の2つの停留所があり、系統によって通過する停留所が異なる。また、やや駅から離れた羽後交通湯沢営業所では中距離を含む大半の路線が発着する。
- 高速バス
  - 仙台線「グリーンライナー号」（湯沢駅前角） - ジェイアールバス東北との共同運行。
  - 湯沢 - 秋田線（湯沢駅前角） - 秋田中央交通との共同運行。
- 路線バス
  - 小安線
  - 横手・湯沢線
  - 西馬音内線  など

## エピソード
かつては寝台特急や特急の停車駅で、主要駅1つであった。現在も市と沿線自治体が中心となって山形新幹線延伸運動を続けている。
また、自動券売機「もしもし券売機Kaeruくん」の導入による当駅のみどりの窓口廃止に際し、鈴木俊夫湯沢市長（当時）がJR東日本に対して「湯沢駅の無人化につながりかねない」とし、みどりの窓口を廃止しないよう要請を行った。その成果として、「みどりの窓口」名称と窓口スペースは存続することになった。それに関連し、夜間駅員不在となるため、防犯上の問題を危惧した地元の住民ボランティアによるパトロール活動が行われており、深夜時間帯に駅に滞在する学生利用客の指導に当たっている。

## 隣の駅
東日本旅客鉄道（JR東日本）
■奥羽本線
□快速（下り1本のみ運転）
湯沢駅 → 十文字駅
■普通
上湯沢駅 - 湯沢駅 - 下湯沢駅

### かつて存在した路線
羽後交通
雄勝線
湯沢駅 - 羽後山田駅

### 記事本文